# Lars Glasser
Lars Glasser (Estocolmo, 4 de octubre de 1925-Rättvik, 15 de enero de 1999) fue un deportista sueco que compitió en piragüismo en la modalidad de aguas tranquilas.
Participó en los Juegos Olímpicos de Helsinki 1952, obteniendo una medalla de plata en la prueba de K2 1000 m. Ganó seis medallas en el Campeonato Mundial de Piragüismo entre los años 1948 y 1954.

## Palmarés internacional
| Juegos Olímpicos   | Juegos Olímpicos       | Juegos Olímpicos | Juegos Olímpicos |
| Año                | Lugar                  | Medalla          | Evento           |
| ------------------ | ---------------------- | ---------------- | ---------------- |
| 1952               | Helsinki (Finlandia)   | Medalla de plata | K2 1000 m        |
| Campeonato Mundial |                        |                  |                  |
| Año                | Lugar                  | Medalla          | Evento           |
| 1948               | Londres (Reino Unido)  | Medalla de plata | K1 500 m         |
| 1948               | Londres (Reino Unido)  | Medalla de oro   | K1 4 × 500 m     |
| 1950               | Copenhague (Dinamarca) | Medalla de oro   | K1 4 × 500 m     |
| 1950               | Copenhague (Dinamarca) | Medalla de oro   | K2 500 m         |
| 1950               | Copenhague (Dinamarca) | Medalla de oro   | K2 1000 m        |
| 1954               | Mâcon (Francia)        | Medalla de oro   | K1 4 × 500 m     |